# Hans Morinck
Hans Morinck (1555 – Costanza, 1616) è stato uno scultore tedesco.

## Biografia

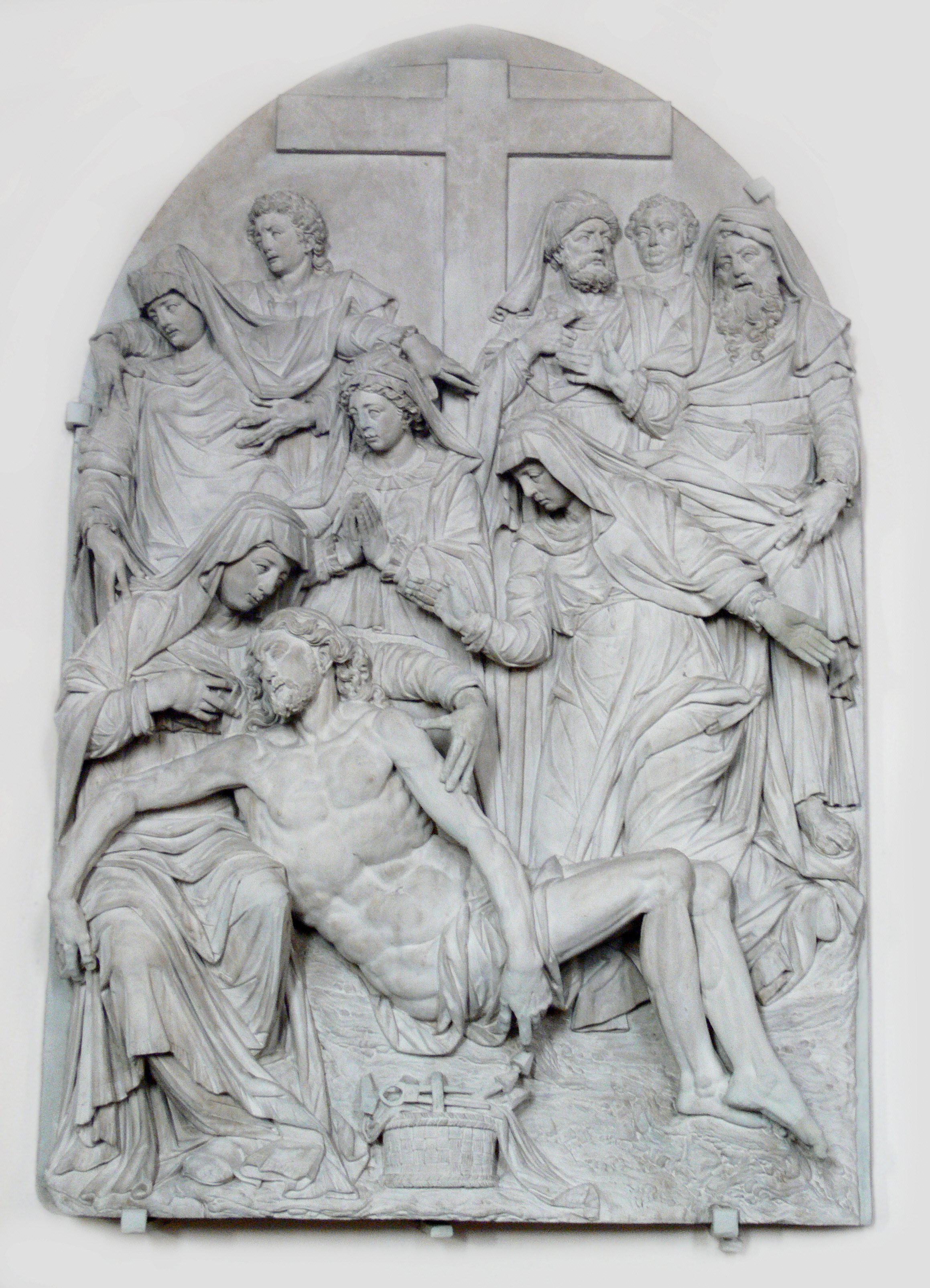
Rilievo con Compianto di Cristo, chiesa parrocchiale di San Sigismondo a Markdorf, 1597

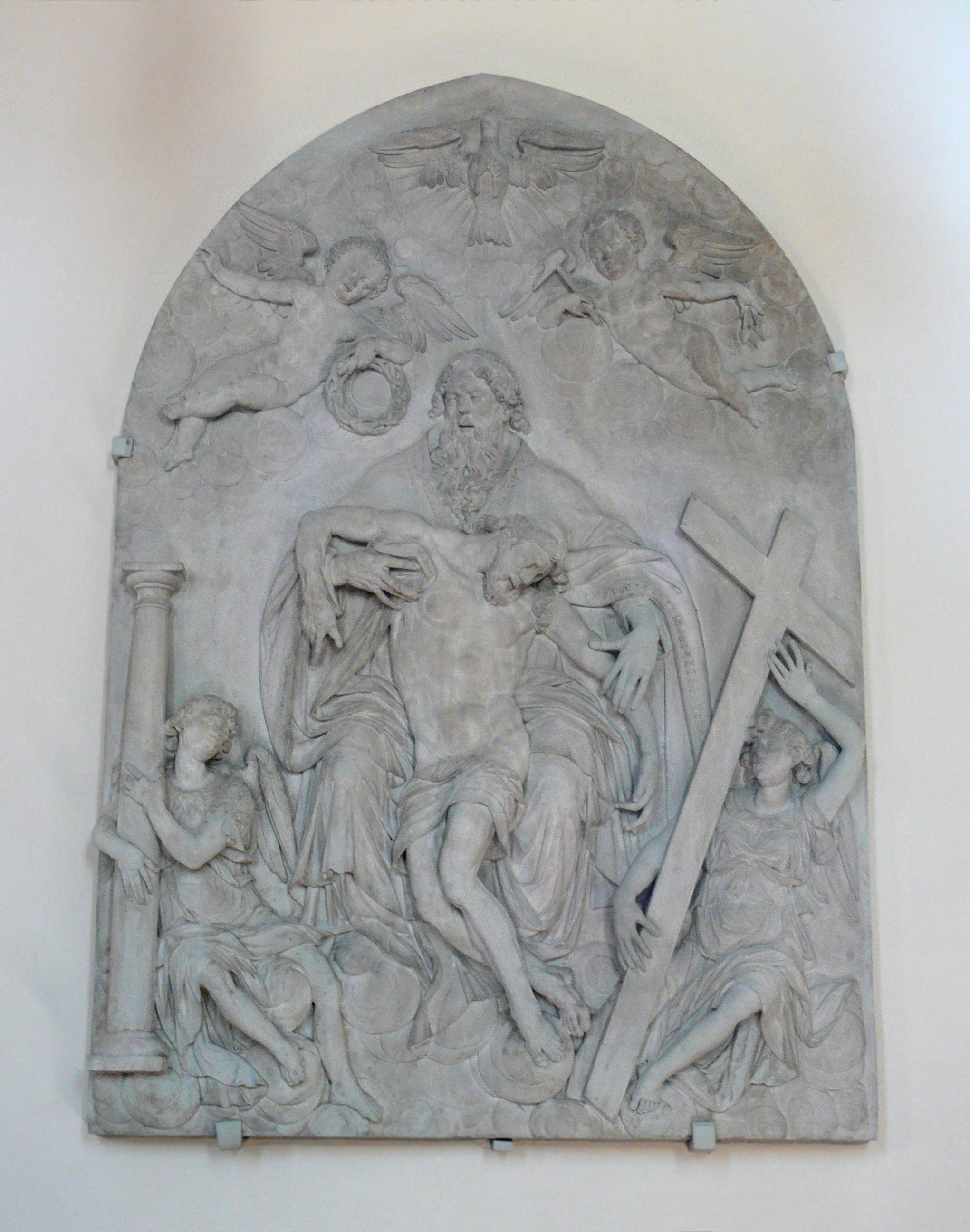
Rilievo con Discesa dalla croce, chiesa parrocchiale di San Sigismondo a Markdorf, 1597

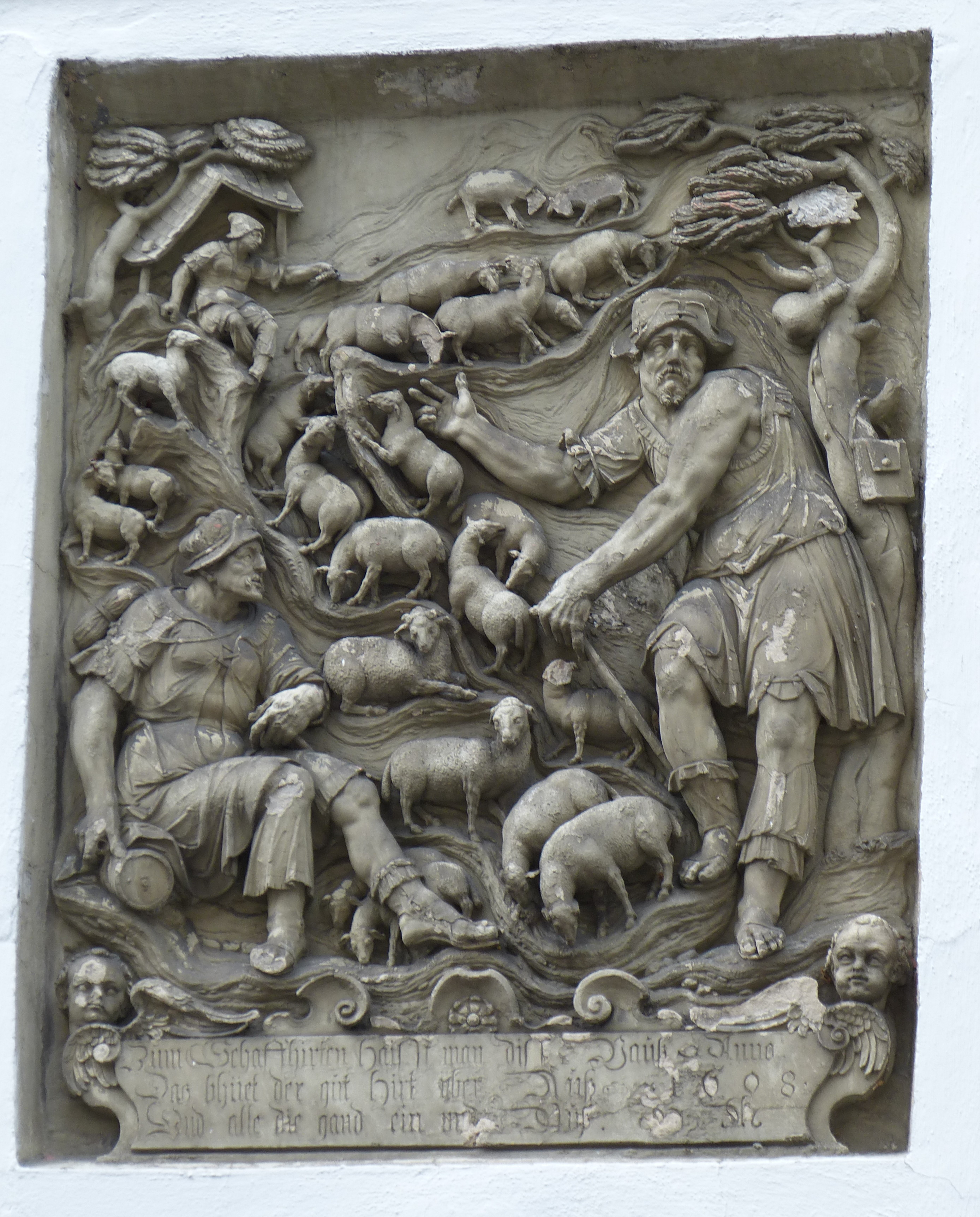
Rilievo con Pastore e gregge, porta della casa di Morinck a Costanza, 1608

Hans Morinck nacque nel 1555, presumibilmente nei Paesi Bassi, secondo le indicazioni dei documenti storici.
Nel 1582 diventò cittadino di Costanza, dopo aver ottenuto il diritto di soggiorno.
Nell'arco di pochi anni si fece apprezzare ed ottenne successo.
I suoi primi lavori, realizzati intorno al 1578, evidenziarono influenze con le opere dello scultore anonimo, che creò l'ampia decorazione della Sala dei Cavalieri nel castello di Heiligenberg di Costanza. Oltre ad aver collaborato con questo maestro, è quasi certo un soggiorno formativo in Italia.
Morinck lavorò soprattutto per le chiese, per le case sacramentali, per il patriziato urbano di Costanza e per la nobiltà della regione del Lago di Costanza fino alla Foresta Nera, eseguendo rilievi, tombe e figure, utilizzando, tra i materiali preferiti, anche il legno, seguendo uno stile olandese e italiano, che presentò elementi della scuola di Cornelis Floris de Vriendt, di Andrea Sansovino, di Jacopo Sansovino, e delle ultime opere di Michelangelo.
Come mediatore della scultura del Rinascimento e del manierismo italiano, Morinck ebbe un ruolo fondamentale negli sviluppi della storia dell'arte della regione, influenzando gli scultori della generazione successiva.
Nei tre rilievi con la Passione (1578) e nel rilievo per la prima moglie morta nel 1591, realizzati nella chiesa di Santo Stefano a Costanza, il pathos eroico michelangiolesco si coniugò a toni lirici, i valori plastici si convertirono in vibrazioni pittoriche ottenute utilizzando l'ardesia.
Le figure, quasi tutte religiose, si caratterizzarono per una brillante vena compositiva, impreziosita dal realismo fiammingo, come nel tabernacolo con l'Ultima Cena in Santo Stefano a Costanza (1594).
Il rilievo con Pastore e gregge, installato sulla porta della sua casa a Costanza (1608), manifestò una predilezione per l'arte antica, miscelata con un gusto nordico nella dinamicità e nella grafica.
Negli ultimi anni della sua carriera artistica, l'elemento nordico aumentò progressivamente e Morinck si avvicinò anche allo stile tardo gotico, e la concezione della figura di Morinck coniugò ancora qualche motivo del manierismo con un linguaggio di forma scultorea anticipante l'anatomia barocca, come nel Compianto di Cristo (1614), nella cattedrale di Costanza.
Hans Morinck morì nel 1616 a Costanza.

## Pubblicazioni
- Tre rilievi con la Passione, chiesa di Santo Stefano a Costanza (1578);
- Rilievo per la prima moglie, chiesa di Santo Stefano a Costanza (1591);
- Tabernacolo con l'Ultima Cena, chiesa di Santo Stefano a Costanza (1594);
- Rilievo con Discesa dalla croce, chiesa parrocchiale di San Sigismondo a Markdorf, 1597;

- Annunciazione dell'arcangelo Gabriele, chiesa parrocchiale di San Giorgio, Bermatingen, 1600 circa;
- Rilievo con Pastore e gregge, sulla porta della casa di Morinck a Costanza (1608);
- Rilievo con Compianto di Cristo, cattedrale di Costanza (1614).